# Харламов, Василий Акимович
Васи́лий Аки́мович Харла́мов (1 (13) марта 1875, хутор Кременской Усть-Быстрянской станицы области Войска Донского — 1 марта 1957, Буэнос-Айрес) — депутат Государственной Думы всех 4-х созывов от области Войска Донского. Демократ, член партии кадетов. Делегат Предпарламента и Учредительного Собрания. Возглавлял Особый Закавказский Комитет. Глава правительства Юго-Восточного союза казачьих войск, горцев Кавказа и вольных народов степей (ЮВС). С 1918 года председатель Донского Круга, активный участник Белого Движения. С 1920 года жил за границей. После Второй мировой войны эмигрировал в Аргентину.

## Биография

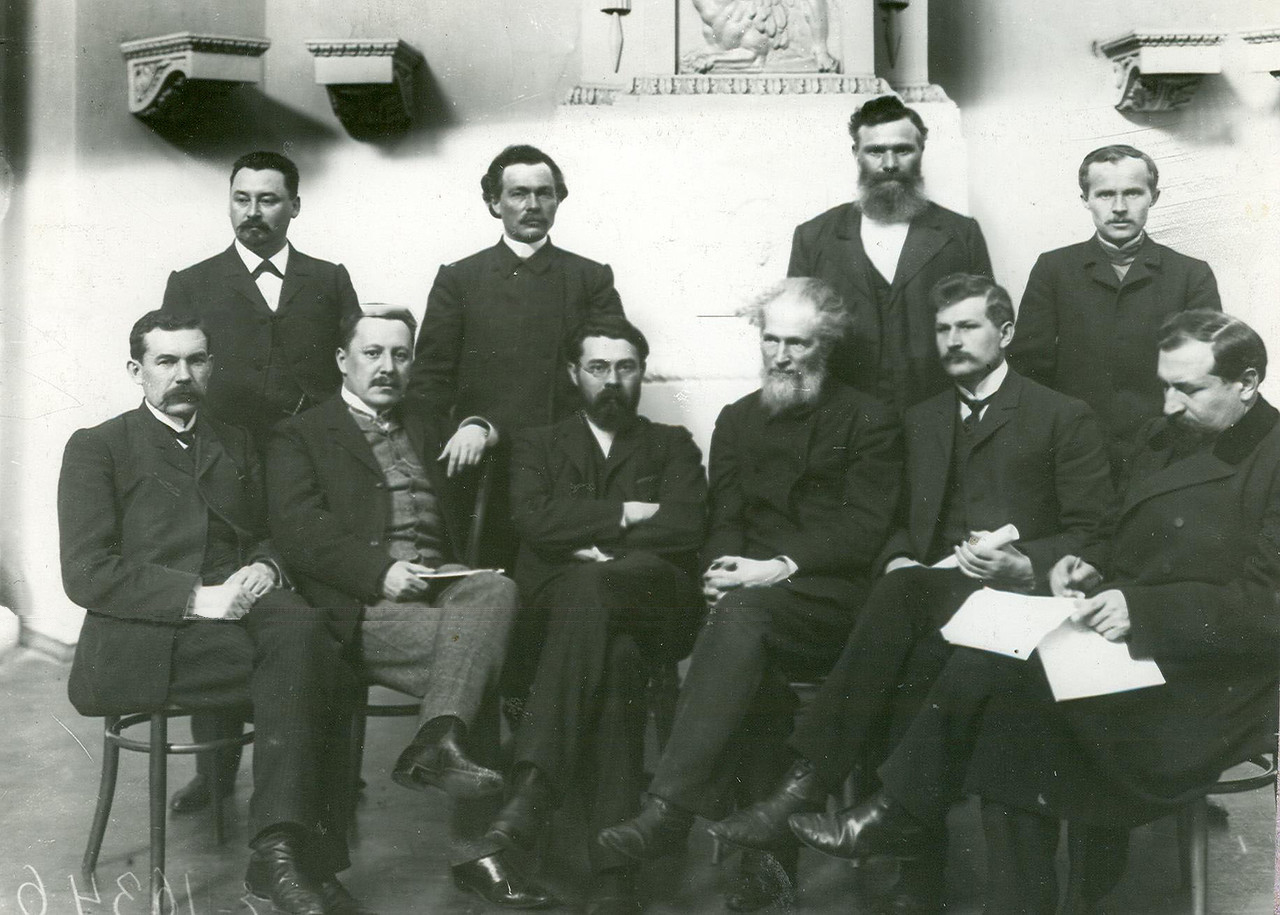
Члены Государственной думы II созыва от области Войска Донского. Стоят: К. П. Каклюгин, А. Ф. Панфилов, А. Г. Афанасьев, Н. В. Фомин. Сидят: М. С. Воронков, А. И. Петровский, В. А. Харламов, А. С. Петров, И. И. Ушаков, М. П. Араканцев

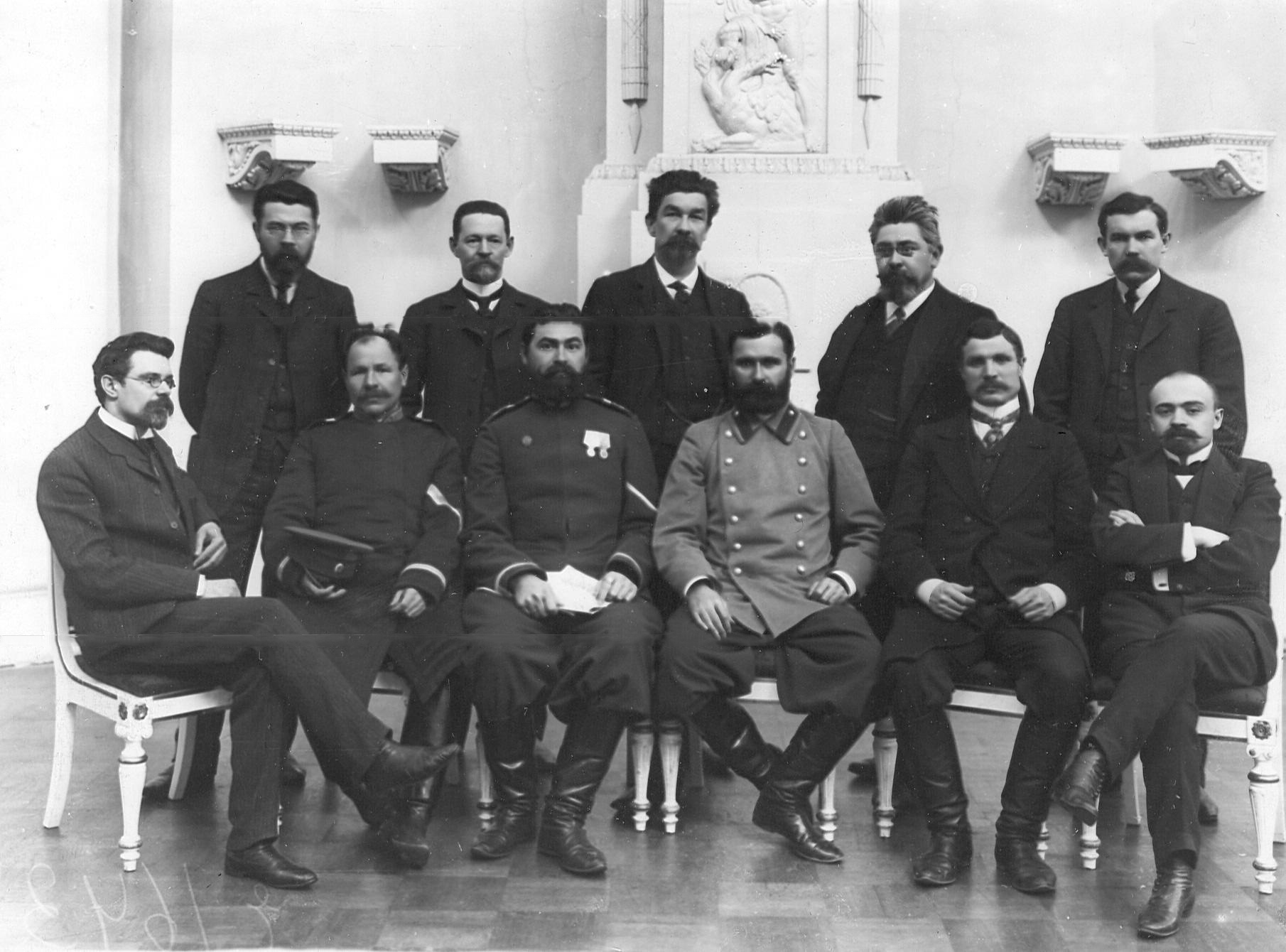
Депутаты Государственной думы Российской империи III созыва от Области войска Донского. Стоят: В. А. Харламов, В. И. Черницкий, П. Р. Пырков, И. Н. Ефремов, М. С. Воронков; сидят: Н. А. Захарьев, А. К. Петров, И. Ф. Кадацков, П. Ф. Кравцов, П. А. Плотников, М. С. Аджемов

Василий Акимович Харламов происходит из семьи донского казачьего офицера. По окончании историко-филологического факультета Московского университета работал преподавателем в Новочеркасской гимназии. Автор работ по истории и этнографии Донского края. В период революции 1905 года преследовался за политическую деятельность, член партии кадетов с 1906 года. Избирался от области Войска Донского в Государственную Думу всех 4-х созывов.
Во время Первой мировой войны был председателем Доно-Кубанского комитета Всероссийского Земского союза.

### После Февральской революции
После Февральской революции 1917 был назначен Временным правительством России председателем Особого Закавказского Комитета (ОЗАКОМ). Входил в состав ЦК партии Кадетов, находился в контакте с атаманом А. М. Калединым.

### После Октябрьской революции
После Октябрьской революции с начала ноября — председатель Экономического совета, учреждённого Войсковым правительством Дона.
Возглавлял Объединённое правительство Юго-Восточного союза казачьих войск, горцев Кавказа и вольных народов степей. Был делегатом Предпарламента и Учредительного Собрания.
С 1918 года — председатель Донского Круга, сотрудничал с А. И. Деникиным.
С 1920 года жил за границей — в Белграде и Праге. Преподавал историю России в Пражском университете. Был председателем Донского исторического комитета и Комитета по управлению Донским архивом. Редактировал журналы «Казачий путь», «Путь казачества», исторический сборник «Донская летопись» (1923—1924).
После второй мировой войны эмигрировал в Аргентину, где умер 1 марта 1957 года.

## Труды
- Харламов В. А. Юго-Восточный союз в 1917 г. // сб.: «Донская летопись», т. 2. Вена, 1923.
- Харламов В. А. Казачий депутат Государственной Думы (1906—1917) — СПб. : Дом коммер. бумаг, 1995. — 159, [1] с. : ил., портр.